# 世界鐘

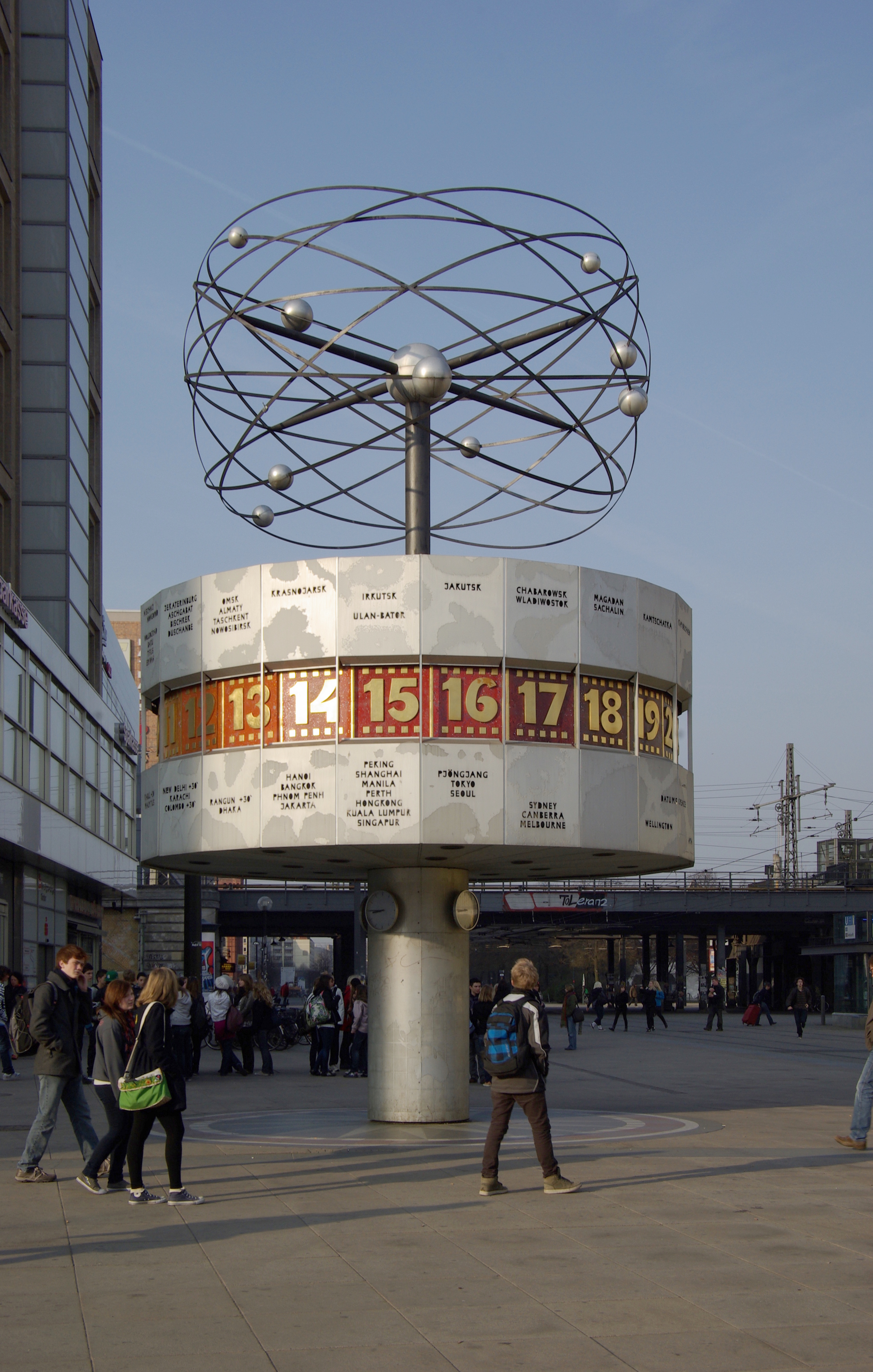
在柏林亚历山大广场的烏拉尼婭（Weltzeituhr）世界鐘

世界鐘（world clock），是一種能顯示全世界各大城市時間的時鐘，它有以下幾種特點 ：
- 鐘面（英语：clock face）包含有能用手移動包含多個環繞式指針的時鐘，或是多重數值的數位時鐘，兩種時鐘都會 標記出大城市的名字，或全世界的時區。
- 它也可能是把指針或數位時間的顯示，嵌入在世界地圖中。